# Ujungsemi
Ujungsemi is een bestuurslaag in het regentschap Cirebon van de provincie West-Java, Indonesië. Ujungsemi telt 5209 inwoners (volkstelling 2010).